# Jan Engels
Jean (Jan) Engels (Sint-Genesius-Rode, 11 mei 1922 - Heverlee, 17 april 1972) was een Belgisch wielrenner. Hij was beroepsrenner van 1945 tot 1952. Hij won Luik-Bastenaken-Luik in 1945. In de Ronde van Frankrijk 1948 droeg hij een dag de gele trui.

## Palmares
1944
Pamel
1945
GP des Ardennes
Luik-Bastenaken-Luik
Sint-Genesius-Rode
1947
Roubaix-Huy
1948
Ronde van Frankrijk 1948:
Droeg 1 dag de gele trui

## Resultaten in voornaamste wedstrijden
| Jaar | Ronde van Italië | Ronde van Frankrijk | Ronde van Spanje |
| ---- | ---------------- | ------------------- | ---------------- |
| 1945 |                  |                     |                  |
| 1946 |                  |                     |                  |
| 1947 |                  |                     | opgave           |
| 1948 |                  | 22e                 |                  |
| 1950 |                  |                     |                  |
| 1951 |                  |                     |                  |
| 1952 |                  |                     |                  |

| Jaar | Ronde van Vlaanderen | Parijs-Roubaix | Luik-Bast.‑Luik | Waalse Pijl |
| ---- | -------------------- | -------------- | --------------- | ----------- |
| 1945 | 11e                  |                | Goud            | 26e         |
| 1946 |                      |                | 21e             |             |
| 1947 | 17e                  |                | 24e             | 13e         |
| 1948 |                      |                |                 | 25e         |
| 1950 |                      | 68e            |                 |             |
| 1951 |                      |                | 17e             |             |
| 1952 |                      |                |                 |             |